# Classe Matchanu
La classe Matchanu est la seule classe de sous-marins employés par la Marine royale thaïlandaise. Construits dans l'empire du Japon par Mitsubishi Heavy Industries, les quatre submersibles sont mis en service à partir de 1938 pendant la guerre franco-thaïlandaise et la Seconde Guerre mondiale. Ils sont retirés du service à la suite de la rébellion de Manhattan (en) en 1951 et de la dissolution subséquente du groupe sous-marin de la marine.

## Construction et conception

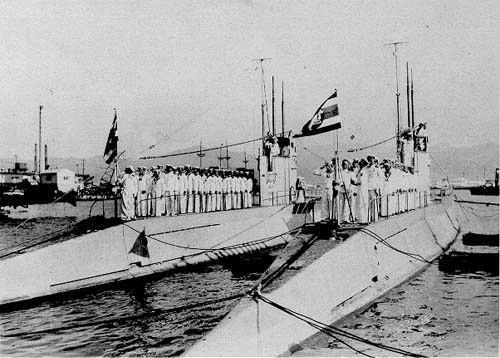
Les HTMS Matchanu et HTMS Wirun à Kobe en 1938.

La marine royale siamoise avait manifesté son intérêt pour les sous-marins dans diverses propositions d'achat datant de 1910. Cependant, ses plans d'expansion ont été limités par des contraintes financières tout au long du début du XXe siècle. En 1934, Sindhu Kamalanavin, alors chef d'état-major de la marine, dirigea un projet d'acquisition de navires de guerre qui fut approuvé par le parlement en 1935. La proposition comprenait un budget de 6,9 millions de bahts pour trois sous-marins. L'appel d'offres a eu lieu en octobre 1935 et a été remporté par Mitsubishi Heavy Industries du Japon, qui offrait un prix de 820 000 bahts chacun pour quatre navires. Des officiers de la marine siamoise et des marins ont été envoyés au Japon pour être formés à l'utilisation des sous-marins par le personnel de la marine impériale japonaise.
Les sous-marins ont été construits à Kobe, les deux premiers étant mis sur cale le 6 mai 1936. La construction des autres a commencé le 1er octobre. Le premier groupe est lancé le 24 décembre 1936, le second suit le 14 mai 1937. Les deux premiers sous-marins ont été achevés et livrés à la marine royale siamoise le 4 septembre 1937, date que la marine thaïlandaise observe toujours comme le « jour du sous-marin ». Les autres ont été livrés le 30 avril 1938.
Les sous-marins de la marine thaïlandaise ont été nommés d'après des personnages littéraires connus pour leurs capacités de plongée mythiques du Ramakien, Phra Aphai Mani (en) et Khun Chang Khun Phaen (en). Ce sont les:
- HTMS Matchanu (II)
- HTMS Wirun
- HTMS Sinsamut
- HTMS Phlai-chumphon

Les sous-marins thaïlandais étaient relativement petits, car ils étaient principalement destinés à la défense côtière. Chacun avait un déplacement de 374,5 tonnes en surface et 430 tonnes en immersion. Ils étaient armés de quatre tubes lance-torpilles de 450 millimètres, et équipé d'un canon de pont de 76/25 millimètres et d'une mitrailleuse de 8 millimètres.

## Carrières
Les quatre sous-marins ont quitté Kobe pour la Thaïlande le 5 juin 1938. Ils se sont arrêtés pour s'approvisionner à Keelung, Taiwan sous contrôle japonais, le 9 juin, et à Manille, aux Philippines, le 15 juin. Ils sont arrivés à la base navale de Sattahip le 25 juin et officiellement accueillis à Bangkok le 29 juin. Ils ont été mis en service le 19 juillet, tout comme le navire de défense côtière HTMS Sri Ayudhya, construit au Japon.
Les équipages de sous-marins ont subi plusieurs exercices d'entraînement en 1938 et 1939. En novembre 1940, à la suite de plusieurs escarmouches aux frontières, la guerre franco-thaïlandaise non déclarée sur les zones frontalières contestées a commencé lorsque la Royal Thai Air Force lança des raids aériens sur des bases militaires en Indochine française. La marine fut mobilisée pour protéger les eaux territoriales de la Thaïlande et les sous-marins ont effectué des reconnaissances dans le golfe de Thaïlande. Cependant, ils ne purent empêcher un raid naval français surprise, entraînant de lourdes pertes navales thaïlandaises à la bataille de Ko Chang le 17 janvier 1941. Après la bataille, les sous-marins ont été envoyés pour patrouiller dans les environs de la base navale de Ream dans l'actuel Cambodge, mais aucun autre affrontement naval n'eut lieu et le Japon négocia rapidement la fin de la guerre.
Les sous-marins sont restés en service pendant toute la Seconde Guerre mondiale, à laquelle la Thaïlande a officiellement rejoint en janvier 1942, mais ne participèrent à aucun combat. Cependant, deux d'entre eux jouèrent un rôle non conventionnel pendant la guerre. Le 14 avril 1945, cinq mois avant la capitulation japonaise, les centrales électriques Samsen et Wat Liab de Bangkok ont été bombardées lors de raids aériens alliés, laissant la capitale sans électricité. En réponse à une demande de l'Autorité de l'électricité de Bangkok, le Matchanu et le Wirun se sont ancrés à la Bangkok Dock Company et ont servi de générateurs électriques pour l'une des lignes de tramway de Bangkok.

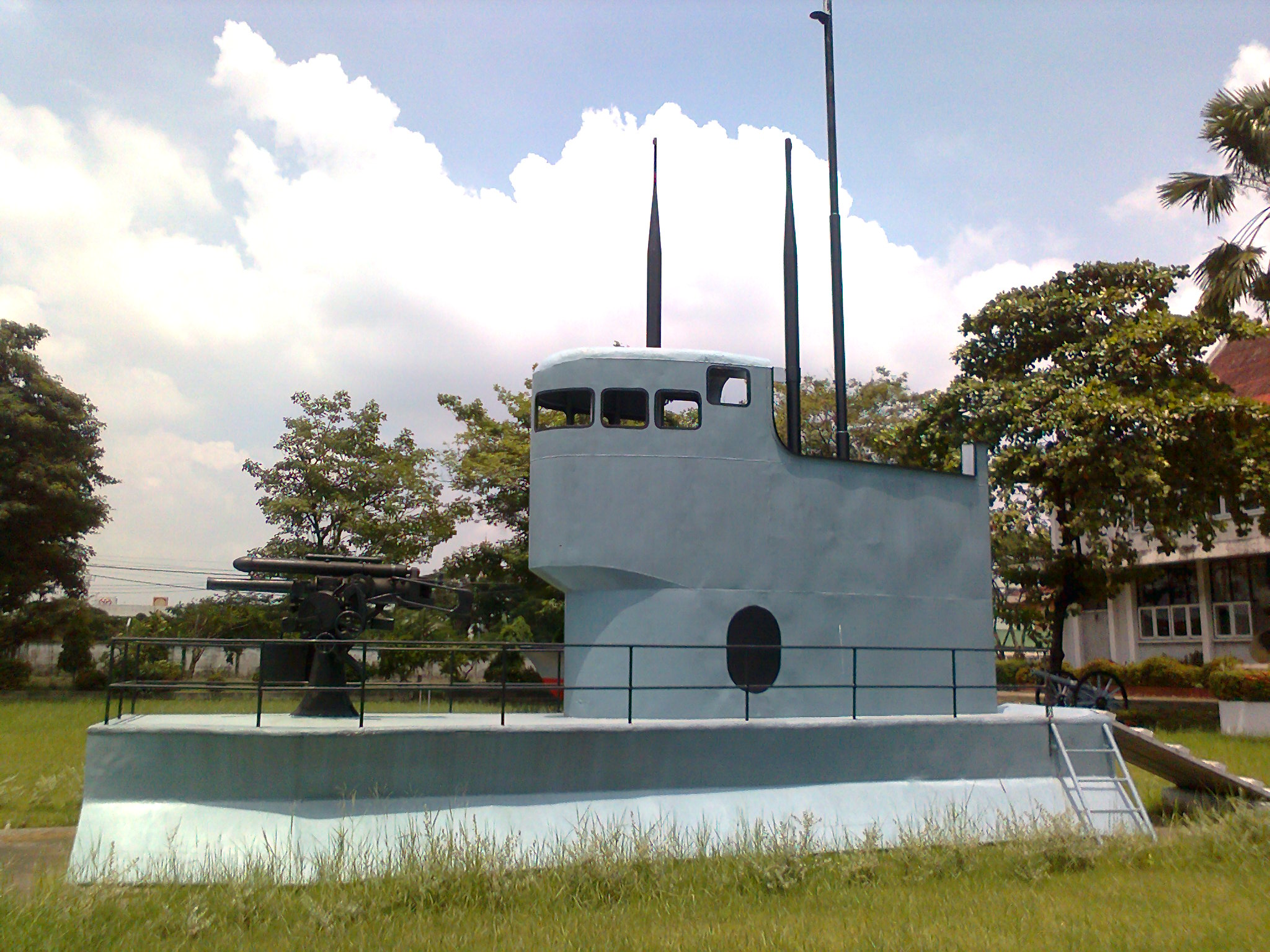
Kiosque du Matchanu actuellement conservé au Musée naval.

Après la fin de la guerre, les fournitures et les pièces des sous-marins sont devenues indisponibles en raison de l'occupation alliée et du désarmement du Japon. De plus, l'usine de batteries de la marine thaï n'a pas été en mesure de produire les batteries puissantes nécessaires aux sous-marins. Le service des sous-marins thaïlandais a pris fin à la suite d'une tentative de coup d'État contre le gouvernement militaire de Plaek Phibunsongkhram connu sous le nom de rébellion de Manhattan (en). Le coup d'État manqué, dirigé par un groupe d'officiers de la marine le 29 juin 1951, conduisit la marine au dépouillement de son pouvoir et de son influence. Le groupe opérationnel sous-marin a été dissous le 16 juillet et les quatre bâtiments ont été retiré du service le 30 novembre 1951.
Les sous-marins ont été amarrés pendant un certain temps dans la rivière Chao Phraya près de la jetée de l'hôpital Siriraj, avant d'être finalement vendus à la Siam Cement Company pour démolition. Une partie de la superstructure du Matchanu est conservée au Musée naval de la province de Samut Prakan, considéré comme le seul rappel et hommage que la Thaïlande disposait autrefois d'une flotte de sous-marins.